# 久米田康治
久米田康治（日语：／ Kumeta Kōji，1967年9月5日—）是日本漫畫家。神奈川縣出身。和光大學人文學院藝術系畢業。作品主打搞笑和黑暗系的风格，喜欢太宰治的作品《人间失格》，创造作品也有些以《人间失格》为原版，例如其作品绝望老师的主角糸色望被认为是太宰治为原型创作。個人也很喜欢在作品添加各种对应的现实社会问题和政治问题。

## 作品列表
- 威龍少年隊，全23冊、原名

（1991年－1996年、週刊少年Sunday）
- 原名

（1993年－1994年、週刊Young Sunday）
- 期待你長大，全2冊、原名

（1995年－1996年、少年Sunday超增刊／2001年（完結篇）週刊少年Sunday）
- 原名

（1996年－1997年、週刊少年Sunday）
- 改造新人類，全26冊、原名

（1998年－2004年、週刊少年Sunday）
- 絕望先生，全30冊，原名

（2005年－2012年、週刊少年Magazine）
- 女子落語原作，全6冊、原名，作畫為泰

（2009年－2013年、別冊少年Magazine）
- 急性子伯爵與時間小偷，全6冊，原名《せっかち伯爵と時間どろぼう（日语：せっかち伯爵と時間どろぼう）》

（2013年－2015年、週刊少年Magazine）
- 有頂天家族電視動畫、角色原案（2013年）

- 隱瞞之事，全12冊，原名

（2015年－2020年、月刊少年Magazine）

## 助手
- 畑健二郎
- 前田君

## 外部連結
- WEBヤンマガ - ヤングマガジン公式サイト　久米田康治 （页面存档备份，存于）
- まんが家BACKSTAGE -久米田康治- （页面存档备份，存于）
- 久米田康治(twitter) （页面存档备份，存于）